# Sento Sé
Sento Sé est une municipalité brésilienne de l'État de Bahia et la microrégion de Juazeiro.